# Martin Gysselaer
 (juin 2023).
Si vous disposez d'ouvrages ou d'articles de référence ou si vous connaissez des sites web de qualité traitant du thème abordé ici, merci de compléter l'article en donnant les références utiles à sa vérifiabilité et en les liant à la section « Notes et références ».
Martin Gysselaer, né à Grivegnée, fusillé à Liège le 22 mai 1942, fut le premier imprimeur de La Meuse clandestine, organe du Front wallon pour la libération du pays. Il imprimait également le journal Liberté organe du PC et Le Drapeau rouge. Cette activité lui faisait prendre des risques considérables : il fut arrêté et fusillé dans les fossés de la citadelle de Liège. L'un des derniers textes qu'il avait imprimé était un article de Fernand Schreurs et signé du pseudonyme Laruelle, rendant hommage aux morts de la Citadelle. L'aumônier Voncken écrivit que Martin Gysselaer fredonnait Le chant des Wallons au moment de son exécution, d'après l'Encyclopédie du Mouvement wallon en son Tome II, p. 775.